# 엘리사 램 변사사건
엘리사 램 변사사건은 2013년 2월 19일 실종 18일 만에 여행객 엘리사 램이 세실 호텔 옥상 물탱크에서 시신으로 발견된 사건이다.
엘리사 램(영어: Elisa Lam, 중국어 간체자: 蓝可儿, 정체자: 藍可兒, 1991년 4월 30일)은 중국계 캐나다인으로, 밴쿠버 소재 브리티시컬럼비아 대학교의 학생이었다. 2013년 2월 19일 로스앤젤레스의 세실 호텔의 옥상 물 탱크에서 벌거벗은 시체로 발견되었다. 1월 31일 호텔에서 마지막으로 목격된 후 계속해서 실종상태였다. 실종 전에 찍힌 엘리베이터의 CCTV 영상에서 램의 기괴한 행동으로 여러 의문점을 낳았다. 이 CCTV 영상은 전세계적으로 인기를 끌었다.

## 같이 보기
- 2013년 2월 죽음
- 인터넷 밈 목록